# Tamchekett
Tamchekett est une commune de Mauritanie située dans le département de Tamchekett, dont elle est le chef-lieu, de la région de Hodh El Gharbi.

## Personnalités liées à la commune
- Mohamed Mahmoud Mohamed Salah (1956-), juriste mauritanien.
- Fatimatou Abdel Malick (1958-), femme politique.